# Помпонии
Помпо́нии (лат. gens Pomponia) — римский плебейский род, представители которого в эпоху поздней Республики выводили свою родословную от второго царя Рима, Нумы Помпилия. Наиболее известными его представителями были:
- Марк Помпоний Руф (ум. после 399 до н. э.), военный трибун с консульской властью 399 года до н. э.;
- Луций Помпоний Молон (ум. после 97 до н. э.), член коллегии монетных триумвиров около 97 до н. э.;
- Квинт Помпоний Руф (ум. после 73 до н. э.), монетарий около 73 года до н. э.;
- Квинт Помпоний Муза[англ.] (ум. после 66 до н. э.), монетный триумвир около 66 до н. э. (по другим сведениям, в 57 либо в 56 году до н. э[1].).;
- Помпония, дочь Луция[2] (ум. после 30 до н. э[2].), супруга легата-пропретора времён принципата Гая Нуннулея Нуда, воздвигнувшая в Тибуре[3] надгробный памятник в честь мужа[4][5][6];
- Публий Помпоний Грецин (ум. 38), консул-суффект 16 года и член жреческой коллегии арвальских братьев. Предполагаемый супруг небезызвестной Вестилии;
- Луций Помпоний Флакк (ум. 33), ординарный консул 17 года, брат предыдущего и тоже предполагаемый муж Вестилии;
- Квинт Помпоний Секунд — консул-суффект 41 года;
- Публий Помпоний Секунд (ум. после 53), консул-суффект 44 года и легат-пропретор Верхней Германии, родной брат предыдущего;
- Помпоний Мела (ок. 15 — ок. 60), самый ранний римский географ;
- Гай Помпоний Пий — консул-суффект 65 года;
- Гай Помпоний — консул-суффект 75 года;
- Квинт Помпоний Руф (ум. после 109), консул-суффект 95 года;
- Луций Помпоний Матерн — консул-суффект 97 года;
- Гай Помпоний Руф Ацилий — консул-суффект 98 года;
- Тит Помпоний Мамилиан — консул-суффект 100 года;
- Квинт Помпоний Руф Марцелл (ум. после 137), консул-суффект 121 года;
- Луций Помпоний Сильван — консул-суффект 121 года;
- Тит Помпоний Анцисциан Фунизулан Веттониан — консул-суффект 121 года;
- Квинт Помпоний Матерн (ум. после 128), консул-суффект в 128 году;
- Тит Помпоний Прокул Витразий Поллион (ум. вскоре после 176), военный деятель, ординарный консул 176 года;
- Секст Помпоний (II в.), крупнейший юрист своего времени, автор трактатов по римскому гражданскому праву, монографий по отдельным вопросам частного права и обширного комментария к преторскому эдикту;
- Марк Помпоний Меций Проб (ок. 195 — после 228) — консул 228 года;
- Помпоний — римский драматург, автор ателлан;
- Помпоний Январиан — ординарный консул 288 года
- Помпонии Аттики:
  - Тит Помпоний Аттик (ок. 110 до н. э. — 32 до н. э.) — древнеримский всадник, близкий друг Цицерона, от переписки с которым сохранилось более 200 писем;
  - Помпония Цецилия Аттика (ок. 51 до н. э. — 28 до н. э. или позже) — дочь предыдущего, первая жена Марка Випсания Агриппы
- Помпонии Бассы:
  - Тит Помпоний Басс — консул-суффект 94 года;
  - Луций Помпоний Басс — консул-суффект 118 года;
  - Помпоний Басс (консул 211 года) (175—221) — первый муж Аннии Аврелии Фаустины (правнучки Марка Аврелия), которую у него отобрал Гелиогабал;
  - Помпоний Басс (консул 259 года) (220 — после 271) — сын консула 211 года, пасынок Гелиогабала
- Помпонии Матоны, братья:
  - Маний Помпоний Матон (ум. 211 до н. э.), консул 233 года до н. э.;
  - Марк Помпоний Матон (ум. 204 до н. э.), консул 231 года до н. э.